# Hohenthurn
Hohenthurn (slovenska: Straja vas)  är en ort och kommun  i Österrike. Den ligger i distriktet Villach-Land i förbundslandet Kärnten,  280 km sydväst om huvudstaden Wien. Kommunens huvudort är Draschitz. Kommunen gränsar i sydväst mot Italien.
Kommunen består av sex orter (Ortschaften) (inom parentes invånarantal 1 januari 2024):
- Achomitz (86)
- Draschitz (211)
- Dreulach (113)
- Göriach (93)
- Hohenthurn (211)
- Stossau (194)